# لغة بدائية
اللغة الأم أو اللغة البُدائية (بالإنجليزية: Proto-language)‏ في النموذج الشجري من اللسانيات التاريخية، هي لغة عادة ما تكون لغة غير موثقة قد تكون افتراضية أو أُعيد بناؤها، والتي يعتقد أن عددًا من اللغات قد تنحدر منها عبر التطور، مما يشكل عائلة لغوية.
بالمعنى الدقيق للكلمة، فإن اللغة الأم هي السلف المشترك الأحدث لعائلة لغوية ما، مباشرة قبل أن تتباعد إلى لغات.